# Phelsuma comorensis
Phelsuma comorensis — вид ящірок родини Геконові (Gekkonidae). Мешкає на острові Гранд-Комор і зазвичай живе на деревах. Харчується комахами і нектаром.

## Опис
Ця ящірка є найменшим представником роду. Вона може досягати максимальної довжини близько 12 см (4,7 дюйма). Забарвлення тіла оливково-зелене або блідо-зелене. Чорна бічна смуга проходить від очей до задніх ног. На нижній частині є коричневі або червоні крапочки. Ноги мають темні плями.

## Розподіл
Цей вид відомий тільки з острова Гранд-Комор з групи Коморських островів. Він поширений в більш високих областях (600 метрів і більше).

## Живлення
Ці денні гекони харчуються різними комахами та іншими безхребетними. Вони також люблять лизати м'які, солодкі фрукти, пилок і нектар.

## Розмноження
Самиці дуже продуктивні і відкладають до 8 пар яєць на рік. Молодь досягають статевої зрілості після 4-5 місяців.